# تینتر لیک (ویسکانسین)
تینتر لیک (به انگلیسی: Tainter Lake) یک منطقهٔ مسکونی در ایالات متحده آمریکا است که در تینتر واقع شده‌است. تینتر لیک ۲٬۲۴۲ نفر جمعیت دارد و ۲۶۶ متر بالاتر از سطح دریا واقع شده‌است.